# پرچم تبت
پرچم تبت معروف به پرچم شیر برفی در سال ۱۹۱۶ طراحی شد و تا سال ۱۹۵۱ و قبل از اشغال تبت توسط چین مورد استفاده رسمی بود. در حال حاضر جدایی طلبان تبتی از این پرچم استفاده می‌کنند.